# Trzy Majtki
Trzy Majtki – męski zespół instrumentalno – wokalny z Trójmiasta, specjalizujący się w piosence żeglarskiej oraz w autorskiej interpretacji szanty klasycznej a ostatnimi czasy dodatkiem do repertuaru są autorskie kompozycje Edka Hańczy, jednego z członków zespołu.
Pierwsze wzmianki o zespole pochodzą z 1998 roku. Od początku grupę tworzyli: Paweł Sokolski (pierwotnie pseudonim Bohdan Siemieniec), Witold Przyklęk (pierwotnie pseudonim Roman Kepler) i  Edward Hańcza. Nieco później do składu dołączył akustyk Maciej Mielech (pierwotnie pseudonim Lucjan Hebel), a pod koniec 2003 roku skrzypek Łukasz Zięba (pierwotnie pseudonim Gerard Wanta). Rok 2004 zaowocował wydaniem pierwszej płyty – „Z prądem” (wyd. SOLITON), na której znalazły się najczęściej śpiewane utwory szantowe, a także trzy piosenki własnej kompozycji. W następnych latach zespół występował na większości polskich festiwali szantowych zdobywając liczne nagrody. Wśród nich:
- Szanta na Sukces 2004 (Kielce) – II miejsce
- Burczybas 2004 (Wdzydze) – I miejsce
- Szanty w Giżycku 2004 – Grand Prix
- Keja 2004 (Strzelce Krajeńskie) – III miejsce
- Gniazdo Piratów 2005 (Wawa) – nagroda publiczności
- Shanties 2005 (Kraków) – nominacja do udziału w festiwalu
- Szantomierz 2005 (Sandomierz) – I miejsce, srebrne wiosło
- Bakista 2006 (Łeba) – Grand Prix
- Szanty we Wrocławiu 2007 – I miejsce
- Szanty nad Brdą 2008 (Bydgoszcz) – I miejsce i nagroda publiczności, tytuł „Bard Brdy”
- Szanty pod Żurawiem 2008 – nagroda Marszałka Województwa Pomorskiego za szantę premierową „Sopocki Rybak”
- X Szanty pod Żurawiem 2009 – nagroda Prezydenta Miasta Gdańska za szantę premierową „Oczy Brązowe”

Pod koniec 2010 roku zespół zawiesił działalność koncertową, aby skupić się na nagraniu kolejnej płyty. Prace nad nowym krążkiem przeciągały się bardzo długo. Zespół wznowił działalność, ale na początku 2011 roku ze składu odszedł skrzypek. Od czerwca 2011 ze skrzypcami do zespołu dołączyła Justyna Lewandowska – pierwsza kobieta w stałym składzie Trzech Majtków. Dwa lata później Justynę zastąpił Roman Chojnacki. Druga płyta zespołu „40 Years Old” została w końcu wydana w 2015 roku, który został też ogłoszony "40-lecia" zespołu. Jubileusz ten związany był z faktem, że trzech członków zespołu kończyło w tym roku 40 lat.
Grupa świetnie czuje się zarówno na dużych scenach, jak i na kameralnych, czy wręcz zamkniętych imprezach. Poza Polską coraz częściej pojawia się również na zagranicznych festiwalach folkowo-szantowych:
- Brema – Niemcy (2016),
- Papenburg – Holandia (2016),
- Appingendam – Holandia (2017).

Trzy Majtki włączają się też aktywnie w działania promujące muzykę i żeglarstwo. Były organizatorem Festiwalu Burczybas we Wdzydzach Kiszewskich, czy pomysłodawcą i organizatorem Szantowych Zawodów Zimowych w Sopocie. Organizują również rejsy żaglowcami, jak choćby Zawisza Czarny, czy Pogoria. Zespół nadal rozwija własny repertuar, pracując nad aranżacją i brzmieniem. Pomimo mijających lat jest to nadal radosna i żywiołowa grupa.

## Skład zespołu
- Paweł Sokolski – gitara akustyczna i śpiew
- Witold Przyklęk – gitara basowa
- Edward Hańcza – gitara klasyczna, harmonijki ustne i śpiew
- Łukasz Jabłoński  – skrzypce, śpiew

Z zespołem występowali:
- Łukasz Zięba – (2003-2011) skrzypce, flażolety i śpiew
- Justyna Lewandowska – (2011-2013) skrzypce, śpiew
- Roman Chojnacki –  (2013-2018) skrzypce, śpiew
- Kasia Wasilewska – gościnnie – skrzypce, śpiew
- Krzysztof Kłos – gościnnie – bodhran
- Wojciech Kopylec – gościnnie – gitara akustyczna

## Dyskografia
Do tej pory zespół wydał dwie pełnometrażowe płyty oraz jeden singiel. Brał też udział w wielozespołowym zestawieniu Zobaczyć morze, prezentującym przekrojowo polską scenę szantową.
- Z prądem (2004, wydawnictwo Soliton)[1]
- „Zima” (2006, singel, wydawnictwo Soliton)[2]
- 40 Years Old (2015, wydawnictwo Soliton)[3]